# قلمرو توتوری
قلمرو توتوری (به ژاپنی: 鳥取藩, Tottori-han)، یک حوزه فئودالی (هان (ژاپن)) تحت شوگون‌سالاری توکوگاوا در دوره ادو در ژاپن بود که در منطقه فعلی استان توتوری در جزیره هونشو قرار داشت. این قلمرو تمام ولایت اینابا را تحت کنترل داشت و تقریباً تمام ولایت هوکی در اطراف قلعه توتوری متمرکز بود و در طول تاریخ خود توسط شاخه ای از خاندان ایکدا اداره می‌شد.